# Jsem cholerik, ale léčím se
Jsem cholerik, ale léčím se (v anglickém originále I Am Furious (Yellow)) je 18. díl 13. řady (celkem 287.) amerického animovaného seriálu Simpsonovi. Scénář napsal John Swartzwelder a díl režíroval Chuck Sheetz. V USA měl premiéru dne 28. dubna 2002 na stanici Fox Broadcasting Company a v Česku byl poprvé vysílán 25. listopadu 2003 na stanici ČT1.

## Děj
Kirk Van Houten přednáší dětem na Springfieldské základní škole o svém povolání asistenta distributora letáků. Vzhledem ke krátkosti a nezáživnosti jeho projevu dají ředitel Skinner a paní Krabappelová na Lízinu radu a navštíví Springfieldské fórum spisovatelů, aby našli lepšího řečníka. Seznámí se tam s Jeffem Jenkinsem, tvůrcem populárního televizního kresleného filmu Danger Dog. Jenkins přijde do školy přednést prezentaci o seriálu a fascinuje děti vyprávěním o kresleném průmyslu. Inspirován Jenkinsem vytvoří Bart komiks Nebezpečný pes a snaží se ho prodat Komiksákovi, ale je odmítnut. Do obchodu vstoupí Stan Lee a řekne Bartovi, že i když je jeho komiks špatný, měl by se dál snažit „najít svůj vlastní hlas“. 
Doma Bart vymyslí postavu nazvanou Táta Pruďas, karikaturu svého otce Homera a jeho častých výbuchů vzteku. První číslo Táty Pruďase se stane hitem mezi dětmi ve škole, ačkoli Líza ho považuje za urážku otcových aktivit; Komiksák začne komiks prodávat ve svém obchodě. Později Barta osloví mluvčí internetové zábavní stránky, který chce z Táty Pruďase udělat internetový animovaný seriál, a on výměnou za akcie souhlasí. Kreslený film se stane virálním hitem, ale Homer o Tátovi Pruďasovi neví, dokud se to jednoho dne nedozví v práci. Ponížený se vrátí domů a začne Barta škrtit. Marge a Líza Homera zastaví a uklidní ho s poukazem na to, že má problémy se zvládáním vzteku. Souhlasí, že na svých problémech bude pracovat tak, že od té chvíle potlačí svůj hněv a bude klidnějším člověkem, a nedbá na Marginy pokusy přesvědčit ho, aby držel dietu. 
Následující den Homer zůstane věrný svému slovu a zůstane klidný, ačkoli jeho pokusy o potlačení vzteku způsobí, že se mu na krku vytvoří boule. Jeho nové klidné chování však vzalo Bartovi inspiraci pro jeho karikaturu, a tak Bart a Milhouse na Homera nastraží past, která má vyvolat další výbuch. Později jdou do kanceláře internetové společnosti, kde zjistí, že společnost zkrachovala. Následně běží domů, aby zabránili Homerovi padnout do pasti. Homer dorazí domů a na Bartovu past narazí, ale po celou dobu jejího běhu zachovává klid, což má za následek další boule na krku. Past končí Homerovým pádem do bazénu plného zelené barvy právě ve chvíli, kdy dorazí Bart a Milhouse, což ho přiměje k tomu, aby se rozzuřil a vtrhl do města à la Hulk. Poté je zadržen policií a přijat do nemocnice. 
Když Marge Barta pokárá za to, že svou pastí způsobil městu škodu za 10 milionů dolarů, přijde doktor Dlaha a tvrdí, že Bart nevědomky zachránil Homerovi život tím, že ho rozzuřil. Vysvětluje, že boule na jeho krku byly ve skutečnosti vředy způsobené potlačovaným vztekem a že by jinak smrtelně zahltily jeho organismus, kdyby ho Bartův žertík nenastartoval tím správným výbuchem, který potřeboval. Homer se Bartovi odvděčí tím, že ho vezme na ryby, přestože ten otce otravuje.

## Produkce
Scénář k dílu napsal John Swartzwelder a režíroval jej Chuck Sheetz. Poprvé byl odvysílán stanicí Fox ve Spojených státech 28. dubna 2002. Děj epizody navrhl scenárista Simpsonových Matt Selman. V audiokomentáři na DVD k epizodě uvedl, že Matt Groening, tvůrce seriálu, obvykle vyprávěl scenáristům o tom, jak byl třídním klaunem a nedával ve škole pozor, a přesto z něj vyrostl velmi úspěšný člověk. Když to Selman slyšel, napadlo ho, že kdyby se Groening vrátil do školy a vyprávěl o své kariéře, „byla by to poslední zpráva, kterou by ředitel a učitelé chtěli slyšet“. Selman příběh nadhodil, protože si myslel, že by učitele „humorně rozčílil“. Epizoda také částečně vycházela ze zkušeností některých členů štábu Simpsonových s tvorbou internetových komiksů, například Queer Duck a Hard Drinkin' Lincoln, které vytvořil Mike Reiss.
Internetový kreslený seriál Táta Pruďas, stejně jako ostatní internetové kreslené seriály v epizodě, měl být původně animován pomocí Macromedia Flash, avšak oddělení Film Roman, které se staralo o animaci, by nebylo schopno scény včas dokončit. Z tohoto důvodu musel režisér Sheetz scény nakreslit sám, a napodobit tak vzhled Flash animace. Na konci Bartovy pasti Homer spadne do kaluže zelené barvy, díky čemuž se podobá Hulkovi. Selman původně chtěl, aby Homer spadl do modré barvy, protože modrá barva smíchaná s jeho žlutou kůží by vytvořila zelenou, nicméně tento nápad se nikdy neuskutečnil.
V epizodě vystupuje autor komiksů Stan Lee jako on sám. V knize Johna Ortveda The Simpsons: An Uncensored, Unauthorized History Lee uvedl, že se zúčastnil společného čtení dílu a byl ohromen velikostí a kvalitou tvůrčího týmu, který seděl u konferenčního stolu. Lee v roce 2009 vzpomínal: „Upřímně řečeno, u toho stolu bylo tolik opravdového talentu, že by se dal krájet nožem.“. Lee se poté setkal se scenáristy seriálu a byl mile překvapen, když zjistil, že oni znají jeho práci a on jejich. Poté pozval Leeho na oběd výkonný producent Al Jean, kterého označil za „jednoho z nejmilejších a nejneokázalejších chlapíků, jaké byste mohli potkat“. Lee pokračoval: „Samozřejmě jsem mu asi řekl něco špatně, nebo se mu nelíbilo moje chování u stolu, protože mě už nepozval na další hostování. Ale hej, člověk žije v naději.“. Lee později opět hostoval jako on sám v dílech Můj muž je Komiksák a Burnsova univerzita. V meta vtipu je postava dabéra, který ztvárňuje Tátu Pruďase, namluvena Danem Castellanetou, který také propůjčuje hlas Homerovi; design postavy je také karikaturou Castellanety.

## Kulturní odkazy
Název epizody je parodií na švédský artový film z roku 1967 Jsem zvědavá žlutě. Epizoda odkazuje na internetovou bublinu, spekulativní bublinu, která se objevila zhruba v letech 1995–2000. Genevieve Koski, Josh Modell, Noel Murray, Sean O'Neal, Kyle Ryan a Scott Tobias z The A.V. Clubu ve svém článku 15 Simpsonovských momentů, které dokonale vystihly svou dobu napsali: „V dubnu 2002 internetová bublina z konce 90. let na pár let splaskla a vzala s sebou nespočet internetových start-upů. Na jejich místě se usadilo vystřízlivění, které Simpsonovi zachytili v této epizodě o Bartovi vytvářejícím populární internetový komiks s názvem Táta Pruďas. Líza se při prohlídce pohodového start-upu, který tyto kreslené seriály vysílá, ptá šéfa Todda Linuxa na jejich obchodní model. ‚Kolik akcií bude potřeba na ukončení tohoto rozhovoru?‘ odpoví. Líza si řekne o dva miliony, které Linux vezme z automatu na papírové ručníky. Když se Bart a Líza později vrátí, společnost zkrachovala a Linux krade měděné dráty ze zdí.“.
Když Stan Lee přistoupí k Databázovi, jenž si hraje s hračkou Batmobilu, zeptá se ho, jestli by raději nechtěl vzrušující akční figurku. Lee pak začne do Batmobilu strkat akční figurku Thinga, čímž ho fakticky zničí. Tato scéna si utahuje ze soupeření DC vs. Marvel. Další scéna v epizodě odkazuje na dánského fyzika Nielse Bohra. Ve své knize What's Science Ever Done For Us: What the Simpsons Can Teach Us About Physics, Robots, Life, and the Universe Paul Halpern napsal: „V této epizodě (…) je jeden z Homerových oblíbených televizních pořadů nahrazen pořadem Nudný svět Nielse Bohra. Homer je tak rozčilený, že sevře zmrzlinu a namíří na obrazovku jako na dálkové ovládání, vymáčkne její obsah a umaže televizní obrazovku. Na rozdíl od Homerovy reakce většina fyziků sklízí na adresu Bohra, jehož převratné myšlenky formovaly moderní pojetí atomu, jen samé chvály.“.

## Přijetí

### Vysílání a reedice
V původním americkém vysílání 28. dubna 2002 dosáhl díl podle agentury Nielsen Media Research ratingu 7,4, což v přepočtu znamená přibližně 7,8 milionu diváků. V týdnu od 22. do 28. dubna 2002 se epizoda umístila na 26. místě ve sledovanosti, čímž se stala nejsledovanějším pořadem stanice Fox v ten večer. V kombinaci s novou epizodou seriálu Malcolm v nesnázích porazili Simpsonovi ve sledovanosti speciál stanice CBS Raymonda má každý rád The First Six Year, který mezi dospělými ve věku 18 až 49 let překonal o 1,5 ratingového bodu. Dne 24. srpna 2010 byla epizoda vydána jako součást filmu DVD a Blu-ray box setu The Simpsons: The Complete Thirteenth Season. Matt Groening, Al Jean, Matt Selman, Mike Reiss, Chuck Sheetz, Don Payne, Tom Gammill, Max Pross, David Silverman a Stan Lee se podíleli na audiokomentáři k epizodě na DVD.

### Kritika
Po vydání epizody vyvolal propagační obrázek Homera napodobujícího Hulka u některých internetových fanoušků seriálu spekulace, že seriál přeskočil žraloka. „Stále si pamatuji, jakou to (epizoda) mělo publicitu,“ řekl Jean v komentáři k epizodě na DVD. „Lidé na internetu si říkali: ‚Přeskočili žraloka. Nechali Homera proměnit v Hulka.‘. (…) My jsme to udělali jednoznačně logicky. Ve skutečnosti není nijak super silný.“.
Po svém odvysílání získal díl pozitivní hodnocení kritiků a často je považován za oblíbený díl fanoušků.
Colin Jacobsson z DVD Movie Guide označil epizodu za jeden z lepších dílů 13. řady, mluvil o ní jako o „velmi dobré“ a řekl, že „seriál už léta dojí Homerův vztek (jako jeden z hlavních zdrojů humoru), ale zde tak činí kreativním a uspokojivým způsobem“.
R. L. Shaffer z IGN označil díl spolu s epizodami Rozkol v rodině a Napůl slušný návrh za „chytře napsané“ a nejlepší díly řady.
Aaron Peck z High-Def Digest uvedl, že epizoda patří mezi jeho „osobní oblíbené“, a Ron Martin z 411Mania ji označil za „výjimečnou“.
Adam Rayner z Obsessed With Film udělil dílu rovněž příznivé hodnocení. Napsal, že i když není „tak zakořeněný v realitě jako skvělé epizody“, je „důsledně vtipný“. V závěru uvedl, že epizoda je „skvělou komedií od začátku do konce“.
Casey Broadwater z Blu-ray.com označil díl za „silnou epizodu zaměřenou na postavy“ a dodal, že titul patří k jeho „oblíbeným“.
Nate Boss napsal pro Project-Blu: „Zrovna když si myslíte, že Simpsonovi jsou na dně, dostaneme Tátu Pruďase. Citujme Stana Leeho: ‚Na dně? Nebo to udělal LÉPE?‘. Přesně tak. Stan ‚muž‘ Lee.“.
Jennifer Malkowski z DVD Verdictu udělila epizodě známku B+, přičemž za „vrchol dílu“ označila „Homerův náhodný výkřik při pobíhání kolem ohně: ‚Doufám, že to nikdo nekreslí!‘.
Ryan Keefer z DVD Talku označil epizodu za „vyloženě vtipnou“. Pochvalu si vysloužilo i Leeovo účinkování v epizodě. Rayner označil jeho vystoupení za „jedno z nejlepších cameí všech dob“ a Jacobson ho označil za „zábavné“. Broadwater považoval Leeovo vystoupení za jeden z „vrcholů řady“ a Nathan Ditum z Total Filmu zařadil Leeovo vystoupení na 12. místo nejlepších hostujících vystoupení v historii seriálu a jeho postavu popsal jako „vyšinutou, dětinskou a geniální verzi sebe sama“.

### Odkaz
Epizoda byla použita jako ukazatel k růstu internetových společností. Ve svém článku Best Indicator Ever: The Simpsons Foreclosure Jonathan Hoenig z portálu SmartMoney napsal, že epizoda 20. řady Půjčka na oprátku, v níž je Simpsonovým zabaven dům, mohla naznačovat, že „nejhorší krize na trhu s bydlením“ v době, kdy byl článek napsán, je za námi. Hoenig tuto teorii založil na skutečnosti, že krátce po odvysílání dílu Jsem cholerik, ale léčím se, který satirizuje internetovou bublinu, se akcie dotcomů „začaly masivně odrážet od medvědích minim“.
Díl inspiroval nápad na epizodu 22. řady Vzteklej fotr ve filmu, která se původně vysílala 20. února 2011 ve Spojených státech. V tomto dílu vytvoří Homer a Bart krátký film na motivy kresleného seriálu Táta Pruďas, který byl k vidění v dílu Jsem cholerik, ale léčím se, ale poté, co film vyhraje nesčetné množství cen, začnou se oba hádat o to, kdo seriál vytvořil.